# Moderniseringsteorin
Moderniseringsteorin är en teoribildning i utvecklingsteori och kulturell evolution. Enligt denna teori genomgår en stat eller annat samhälle flera faser av modernisering.